# Ctenitis minima
Ctenitis minima är en träjonväxtart som beskrevs av Garth Brownlie.
Ctenitis minima ingår i släktet Ctenitis och familjen Dryopteridaceae. Inga underarter finns listade i Catalogue of Life.